# 康城城堡

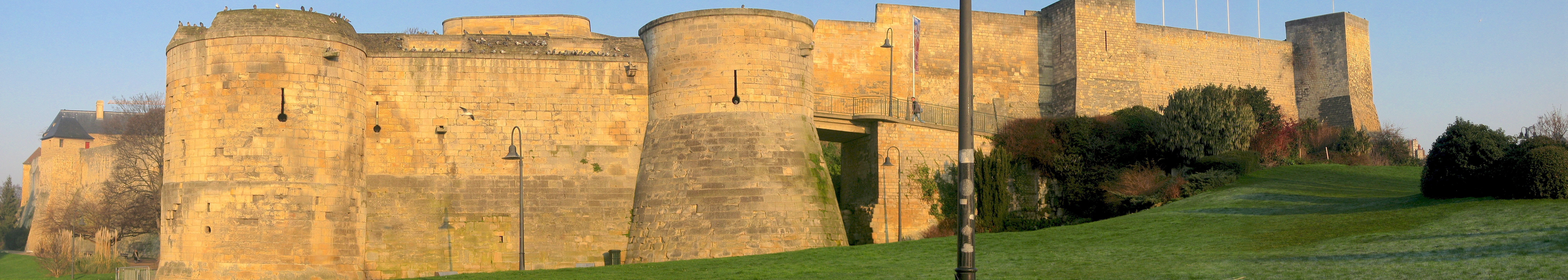
卡昂城堡

卡昂城堡（Château de Caen）是位在法國諾曼第地區卡昂的城堡。

## 历史
由征服者威廉在1060年建造。在百年戰爭、第二次世界大戰時都曾遭遇戰災破壞。

## 外部連結
- 康城城堡